# Rodrigo Alves de Holanda Santos
Rodrigo Alves de Holanda Santos, noto anche come Rodrigo (Barra de São Miguel, 4 giugno 2002), è un calciatore brasiliano, centrocampista svincolato.

## Carriera
Nato a Barra de São Miguel, si forma calcisticamente nelle squadre locali del Projeto Barrinha e dello Sport Club Agrimaq, tra cui quest'ultima, che in quel periodo aveva una collaborazione con il Vasco da Gama. Dopo aver frequentato brevemente una scuola a Maceió ed aver ottenuto una borsa di studio, è entrato a far parte del settore giovanile del Vasco da Gama all'età di 13 anni.
Ha debuttato in prima squadra il 14 gennaio 2023 contro il Madureira nel Campionato Carioca. Alla sua prima da titolare, contro il Resende, ha disputato una buona partita da centrocampista, nonostante nelle prime gare fosse stato impiegato come terzino destro.
Il 21 luglio 2023 è stato ceduto in prestito al Londrina, in seconda divisione.

## Statistiche

### Presenze e reti nei club
Statistiche aggiornate al 10 ottobre 2023.
| Stagione        | Squadra         | Campionato      | Campionato | Campionato | Coppe nazionali | Coppe nazionali | Coppe nazionali | Coppe continentali | Coppe continentali | Coppe continentali | Altre coppe | Altre coppe | Altre coppe | Totale | Totale | Totale |
| Stagione        | Squadra         | Comp            | Pres       | Reti       | Comp            | Pres            | Reti            | Comp               | Pres               | Reti               | Comp        | Pres        | Reti        | Pres   | Reti   |        |
| --------------- | --------------- | --------------- | ---------- | ---------- | --------------- | --------------- | --------------- | ------------------ | ------------------ | ------------------ | ----------- | ----------- | ----------- | ------ | ------ | ------ |
| 2023            | Vasco da Gama   | A/RJ+A          | 10+8       | 0          | CB              | 2               | 0               |                    | -                  | -                  |             | -           | -           | 20     | 0      |        |
| 2023            | Londrina        | B               | 9          | 0          | CB              | 0               | 0               |                    | -                  | -                  |             | -           | -           | 9      | 0      |        |
| Totale carriera | Totale carriera | Totale carriera | 27         | 0          |                 | 2               | 0               |                    | -                  | -                  |             | -           | -           | 29     | 0      |        |